# Dr. Slump
Dr. Slump (Dr. スランプ?, Dr. Suranpu), noto anche come Dottor Slump & Arale, è un manga scritto e disegnato da Akira Toriyama, da cui sono state tratte due serie anime. Il manga fu pubblicato in Giappone dal 1980 al 1984 sulla rivista Weekly Shōnen Jump e ottenne un immediato successo tanto che nel 1981 venne prodotto anche un anime, e nel 1997 un remake. Nel 1982 la serie vinse il premio Shogakukan per i manga nella categoria shōnen e shōjo.

## Trama

I protagonisti nell'anime

Senbee Norimaki, noto come "Dr. Slump", è un inventore scapolo di 28 anni amante delle donne che abita nel Villaggio Pinguino, situato sull'isola di Gengoro; crea invenzioni più o meno utili ma comunque bizzarre, fra le quali la stessa Arale, un robot dall'aspetto di bambina. Arale è indistinguibile da una persona vera, al punto di soffrire persino di miopia, e per questo Senbee la spaccia per la sua sorellina tredicenne. Arale è particolarmente ingenua ma dotata di una incredibile forza fisica, caratteristiche queste che saranno fonte di guai per Senbee e tutti gli abitanti del villaggio. In seguito a un viaggio nella preistoria, Senbee e Arale portano a casa un uovo di dinosauro, da cui in realtà uscirà un bambino alato e asessuato che i due chiameranno Gacchan. Successivamente Senbee si sposerà con Midori Yamabuki, la maestra della scuola di Arale; i due avranno un figlio, Turbo, un neonato in possesso di incredibili capacità paranormali, donategli da alcuni alieni.
Il manga è ambientato in un mondo dove gli umani convivono con buffi animali antropomorfi, personificazioni di oggetti inanimati (come montagne, colline...) e fenomeni naturali (il sole), versioni caricaturali di celebri personaggi della fantascienza giapponese e internazionale; le vicende degli abitanti del villaggio in cui è ambientata la storia spesso sfidano le regole del senso comune, quando non della natura e in alcuni casi si assiste a intrusioni dell'autore sotto forma di un robot caricato a molla o a scene nelle quali le vignette non sono completamente disegnate oppure i personaggi attraversano gli "spazi bianchi" fra le vignette. Tipica gag è quella in cui i personaggi si soffermano a osservare perplessi delle  "montagne di sterco"sorridenti" trovate per strada, e spesso le toccano col dito.

## Manga

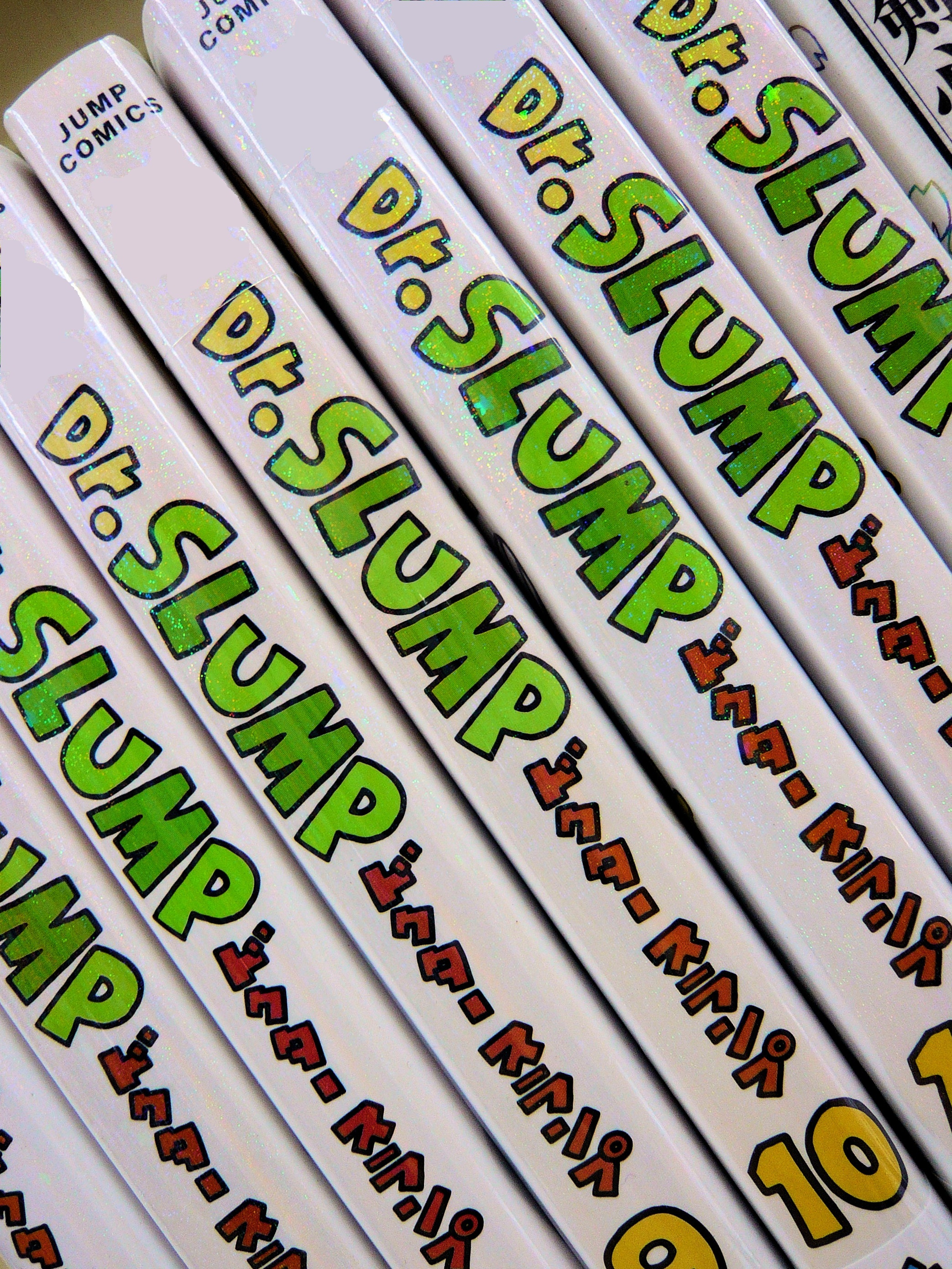
Volumi della serie in vendita a Tokyo

In Giappone il manga è stato pubblicato sulla rivista Shōnen Jump dal 1980 al 1984. In Italia è stato pubblicato integralmente da Star Comics sulla rivista monografica Mitico dal novembre 1996 al febbraio 1999 in un formato di 128 pagine invece dello standard di 192, che ha portato l'edizione italiana ad essere di 28 volumi invece dei 18 originali.
Una ristampa (pubblicata sempre sulla rivista Mitico) iniziata nel gennaio 2003 è stata interrotta nel maggio 2003 per scarse vendite. Tra il 2015 e il 2016 è stata pubblicata da Star Comics la Perfect Edition, riprendendo il formato in 15 volumi kanzenban giapponese.
Il manga è stato pubblicato anche nei seguenti paesi:
- Stati Uniti: Viz Media, su Shōnen Jump USA
- Francia: Glénat
- Spagna: Planeta DeAgostini Comics
- Germania: Carlsen Comics
- Polonia: Japonica Polonica Fantastica
- Brasile: Conrad

Esiste anche un sequel della serie a colori in quattro volumi pubblicato in Italia in otto uscite dalla Star Comics con il titolo di Dr. Slump colpisce ancora, che vede la partecipazione di Toriyama soltanto in qualità di supervisore, mentre la sceneggiatura è affidata a Takao Koyama e i disegni a Katsuyoshi Nakatsuru. In questo seguito viene anche introdotto un nuovo personaggio, Karte, che si innamorerà di Arale.
Nel 2007 viene pubblicato sulle pagine di Shonen Jump uno spin-off della serie dal titolo Dr. Mashirito & Abale-chan, incentrato sulle avventure del figlio di Mashirito che dà vita ad un androide simile ad Arale di nome Abale. Il manga è stato disegnato in occasione dell'uscita del Dr. Slump DVD Box.

## Anime

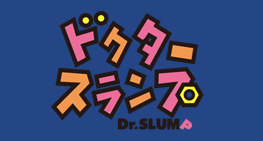
Logo originale di What a Mess Slump e Arale

Sono state tratte due serie di anime dal manga: la prima, intitolata Il dr. Slump e Arale (Dr.スランプ アラレちゃん?), venne trasmessa in Giappone da Fuji Television e andò in onda dall'8 aprile 1981 al 19 febbraio 1986, per un totale di 243 episodi; la seconda, più breve e intitolata What a Mess Slump e Arale (ドクタースランプ?), nonché rifacimento della prima, venne trasmessa dal 26 novembre 1997 al 22 settembre 1999 ed è composta da 74 episodi. Oltre alla serie sono stati girati 10 film (9 ispirati alla prima serie e 1 alla seconda) e 6 speciali televisivi (5 ispirati alla prima serie e 1 alla seconda).
In Italia la prima serie è stata trasmessa su Rete 4 con il titolo Il dr. Slump e Arale a partire dal 19 settembre 1983, ma furono doppiati solo 51 episodi più uno speciale, e l'adattamento presentava alcuni cambi di nome (Midori Yamabuki diventa Miss Florinda, Peasuke Soramame diventa Pippo, Akane Kimidori diventa Naomi, Kinoko è Funghetto, Senbei viene chiamato solo con l'appellativo Dr. Slump) e talune semplificazioni culturali molto di uso all'epoca. Dal 20 marzo 2001 venne trasmesso su Italia 1 il remake intitolato What a Mess Slump e Arale, seguito qualche anno dopo da un nuovo adattamento della prima serie comprendente anche gli episodi non adattati negli anni '80 (dal 52 al 243). Entrambe le versioni hanno subito piccole censure nei dialoghi riguardanti situazioni tendenti all'erotico, ma sono stati ripristinati i nomi originali (unica eccezione Gacchan, ribattezzato Mangi) e si è fatto un minor uso di semplificazioni culturali.
All'estero, l'anime è stato trasmesso anche in:
- Francia: TF1
- Spagna: Canal 33

## Film
Sulla serie sono stati realizzati 10 film cinematografici più un film crossover con la serie di Dragon Ball. I primi nove realizzati tra il 1981 e il 1994 sono ispirati alla prima serie animata e sono stati tutti doppiati in italiano tra il 1996 e il 2001 a cura della Dynamic Italia per la distribuzione in VHS con un cast differente dalla serie TV e con un adattamento fedele all'originale, mentre il 10º del 1999 è l'unico a far parte del remake. Venne realizzato anche un cortometraggio ispirato allo spin-off Dr. Mashirito & Abale-chan, e proiettato con l'ottavo film di One Piece (One Piece - Un'amicizia oltre i confini del mare) nel 2007.
1. Dr. Slump e Arale - The Movie - Wonder Island, l'isola delle meraviglie (Dr.スランプ アラレちゃん ハロー!不思議島,?, Dr. Slump Arare-chan Harō! Fushigi Jima) (1981)
2. Dr. Slump e Arale - The Movie - Avventura nello spazio (Dr.SLUMP "ほよよ" 宇宙大冒険?, Dr. Slump "Hoyoyo" Uchū daibōken) (1982)
3. Dr. Slump e Arale - The Movie - La grande corsa intorno al mondo (Dr.スランプ アラレちゃん ほよよ世界一周大レース,?, Dr. Slump Arare-chan Hoyoyo Sekai Isshū Dai-Rēsu) (1983)
4. Dr. Slump e Arale - The Movie - Il segreto di Nababa (Dr.スランプ アラレちゃん ほよよ!ナナバ城の秘宝,?, Dr. Slump Arare-chan Hoyoyo! Nanaba-jō no Hihō) (1984)
5. Dr. Slump e Arale - The Movie - Mechapolis, la città dei sogni (Dr.スランプ アラレちゃん ほよよ!夢の都メカポリス,?, Dr. Slump Arare-chan Hoyoyo! Yume no Miyako Meka Porisu) (1985)
6. Dragon Ball - Il torneo di Miifan (魔訶不思議大冒険?, Makafushigi dai bōken) (1988)
7. Dr. Slump e Arale - The Movie - Il terribile mostro Dodongadon (Dr.スランプ アラレちゃん んちゃ!ペンギン村はハレのち晴れ,?, Dr. Slump Arare-chan N-cha! Pengin-mura wa Hare nochi Hare) (1993)
8. Dr. Slump e Arale - The Movie - Dal Villaggio Pinguino con amore (Dr.スランプ アラレちゃん んちゃ!ペンギン村より愛をこめて,?, Dr. Slump Arare-chan N-cha! Pengin-mura yori Ai wo komete) (1993)
9. Dr. Slump e Arale - The Movie - Viaggio in fondo al mare (Dr.スランプ アラレちゃん ほよよ!!助けたサメに連れられて…,?, Dr. Slump Arare-chan Hoyoyo!! Tasuketa Same ni Tsurerarete...) (1994)
10. Dr. Slump e Arale - The Movie - Una vacanza mostruosa (Dr.スランプ アラレちゃん んちゃ!!わくわくハートの夏休み,?, Dr. Slump Arare-chan N-cha!! Wakuwaku Hāto no Natsuyasumi) (1994)
11. Doctor Slump: Arare no Bikkuri Bān (ドクタースランプ アラレのびっくりバーン?) (1999)
12. Dr. Slump: Dr. Mashirito Abare-chan (Dr.SLUMP Dr.マシリト アバレちゃん?) (2007)

## Speciali televisivi
Durante le trasmissioni delle due serie TV, sono stati realizzati degli speciali televisivi., e alcuni di essi sono tratti dal manga. Dei sei riportati nella lista sottostante, i primi cinque, prodotti tra il 1981 e il 1992, sono ispirati alla prima serie animata, mentre il sesto prodotto nel 1998 è l'unico ad appartenere al remake, e rappresenta la prima apparizione del Dr. Mashirito (o Dr. Mashrit secondo la trascrizione anglofona) in quella serie.
Il primo episodio del secondo speciale Penguin mura SOS!! collocato tra le puntate 24 e 25 della prima serie, è stato trasmesso in Italia col titolo Allarme mostro!! (S.O.S. al villaggio "Pinguino" nel primo doppiaggio). Il quarto speciale Il ritorno del Dr. Slump & Arale Special, penultimo realizzato per la prima serie, rappresentava all'epoca il ritorno di Dr. Slump & Arale sugli schermi dopo ben quattro anni dalla sua conclusione.
Esistono infine anche due corto creati rispettivamente per educare i bambini al rispetto e alla conoscenza del codice stradale e dei rischi del fuoco intitolati rispettivamente Dr. Slump & Arale-chan no kōtsū anzen (Dr.スランプアラレちゃんの交通安全?) e Dr. Suranpu arare-chan pengin-mura no shōbō-tai (Dr.スランプ アラレちゃん ペンギン村の消防隊), una cosa del genere è stata fatta anche con l'anime di Dragon Ball.
Di seguito l'elenco degli speciali TV. I titoli sotto riportati sono traduzioni letterali dell'originale, e quindi non ufficiali. Fa solo eccezione il primo episodio del secondo special "Allarme mostro!!" (S.O.S. al villaggio "Pinguino") trasmesso in Italia su Rete 4 col primo doppiaggio, e dalle reti Mediaset col secondo.
| Nº | Titolo italiano Giapponese 「Kanji」 - Rōmaji | In onda          | In onda |
| Nº | Titolo italiano Giapponese 「Kanji」 - Rōmaji | Giapponese       |         |
| 1  | Dr. Slump & Arale: Ayaya!? Tv Jack al Villaggio Pinguino 「Dr.スランプアラレちゃん あやや!?ペンギン村でテレビジャック」 - Dr. Slump & Arale-chan: Ayaya!? Penguin mura de Tv Jack | 25 luglio 1981   |         |
| 2  | Dr. Slump & Arale Special: Allarme mostro!! (S.O.S. al villaggio "Pinguino") / Affari di cuore! / È tutto OK Orcha-kun 「Dr.スランプアラレちゃんスペシャル ペンギン村SOS!! / ハートで勝負! / なんでもOKオーチャくん」 - Dr. Slump & Arale-chan Special: Penguin mura SOS!! / Heart de shōbu! / Nandemo OK Ōcha-kun | 7 ottobre 1981   |         |
| 3  | Dr. Slump & Arale Special: Il leggendario eroe del Villaggio Pinguino 「Dr.スランプアラレちゃんスペシャル ペンギン村英雄伝説」 - Dr. Slump & Arale-chan Special: Penguin mura eiyū densetsu | 2 gennaio 1982   |         |
| 4  | Il ritorno del Dr. Slump & Arale Special 「帰ってきたDr.スランプアラレちゃんスペシャル」 - Kattekita Dr. Slump & Arale-chan Special | 31 dicembre 1990 |         |
| 5  | Dr. Slump & Arale: '92, speciale anno nuovo 「Dr.スランプ アラレちゃん '92お正月スペシャル」 - Dr. Slump & Arale-chan: '92 Oshōgatsu Special | 3 gennaio 1992   |         |
| 6  | Un robot vincente! L'apparizione del Dr. Mashirito, la nemesi / Vince il più veloce!? Penguin Grand Prix 「ドクタースランプ ロボット対決!宿敵ドクターマシリト登場 / キーンで優勝!?ペンギン・グランプリ」 - Robot taiketsu! Shukuteki Doctor Mashirito tōjō / Kīn de yūshō!? Penguin - Grand Prix                   | 1º aprile 1998   |         |

## Crossover
Nel 4º episodio di What a Mess Slump e Arale Goku e Majin Bu fecero una leggera apparizione perché Arale vaporizzò in un macchinario creato da Dr Slump un fumetto di Dragon Ball. In seguito alla conclusione del manga, i personaggi di Dr. Slump fecero un'apparizione cameo nel nuovo manga di Toriyama Dragon Ball, (capitoli 80-83, o volume 7 del manga). In questi capitoli di Dragon Ball Arale e Goku si alleano per sconfiggere il Generale Blue. Questo crossover è presente nell'omonima trasposizione animata (episodi 55-57). Arale e gli altri personaggi della serie sono nuovamente protagonisti nell'episodio numero 69 di Dragon Ball Super in cui Arale viene costretta dal fantasma del Dr. Mashirito a combattere con Goku e Vegeta. Arale fa anche delle piccole apparizioni cameo nel terzo film di Dragon Ball, Il torneo di Miifan, e compare anche in una scena dell'episodio 43 di Dragon Ball Super.
I personaggi della serie appaiono anche in Dr. Slump colpisce ancora. Arale appare anche come personaggio giocabile del videogioco Dragon Ball Z: Budokai Tenkaichi 3, mentre Goku appare in un arco di episodi della serie remake di Dr. Slump (episodi 56-59), dove insieme ad Arale affronta il Generale Blue e il Ninja Murasaki per il possesso delle sfere del drago, che in questo crossover verranno usate per richiamare Shenron direttamente al Villaggio Pinguino.

## Cameo
Come in tutte le opere di Toriyama, anche in Dr. Slump & Arale sono presenti delle autocitazioni ai suoi precedenti fumetti, in questo caso a Wonder Island, la prima storia che il mangaka è riuscito a pubblicare. Qualche esempio:
- A pagina 70 del primo volume dell'edizione italiana c'è una panoramica con tutti i rappresentanti dei circoli studenteschi. In mezzo ad essi c'è anche P-Man, il protagonista di Wonder Island (un uomo baffuto con gli occhiali da sole).
- In una vignetta, sul pannello degli orari dell'autobus una delle destinazioni segnate è Wonder Island.
- Sembei e Arale si recano a Wonder Island in un capitolo del manga (trasposto in anime come storia del primo film, e come episodio 11 nel remake), per cercare gli ingredienti adatti a realizzare una pozione d'amore.

## Videogiochi
- Dr. Slump (1983) per console Arcadia 2001.
- Dr. Slump (1999) per Sony PlayStation.
- Dr. Slump & Arale Chan (2008) per Nintendo DS.